# Winthemia solomonica
Winthemia solomonica là một loài ruồi trong họ Tachinidae.